# Eurylister reinecki
Eurylister reinecki är en skalbaggsart som beskrevs av Heinrich Bickhardt 1920. Eurylister reinecki ingår i släktet Eurylister och familjen stumpbaggar. Inga underarter finns listade i Catalogue of Life.